# Ojārs Siliņš
Ojārs Siliņš (auch O.J. genannt) (* 20. Juli 1993 in Rīga, Lettland) ist ein lettischer Basketballspieler. In der Saison 2016/17 stand er in Deutschland bei den Telekom Baskets Bonn unter Vertrag. Seit 2016 spielt er in der lettischen Basketballnationalmannschaft.

## Karriere
Von 2010 bis 2016 spielte Siliņš für Grissin Bon Reggio Emilia, zunächst für die Jugendabteilung, später bei den Senioren in der italienischen Lega Basket Serie A.
Anfang Oktober 2016 wechselte Siliņš zu den Telekom Baskets Bonn in die deutsche Basketball-Bundesliga. Dort erhielt er einen Einmonats-Vertrag, um den verletzten Kenneth Horton zu ersetzen. Anfang November wurde sein Vertrag bis zum Saisonende verlängert.
Im Sommer 2016 gab Siliņš im Rahmen des Qualifikationsturniers für die Olympischen Spiele 2016 sein Debüt in der lettischen Basketballnationalmannschaft. In drei Partien erzielte er durchschnittlich 7,7 Punkte pro Spiel.

## Auszeichnungen und Erfolge

### Mannschaftserfolge
2013 wurde er Vizeeuropameister.
Bei der EuroChallenge wurde er 2013/14 Meister. 2015 und 2016 wurde er
italienischer Vizemeister.

### Persönliche Auszeichnungen
Lega Basket Serie A Best Defensive Player 2014